# Franz Beyer
Franz Beyer (Weingarten, Baden-Wurtemberg; 26 de febrero de 1922-Múnich, 29 de junio de 2018) fue un musicólogo, historiador de la música, profesor universitario, compositor, director de orquesta y violista alemán. Es principalmente conocido por sus estudios y restauración de algunas obras de Mozart, sobre todo su Réquiem (KV 626), trabajo que realizó en 1971. La revisión de este Réquiem fue hecha de acuerdo al estilo musical real de Mozart, sin dejarse influir por la interpretación del propio musicólogo.
Igualmente repasó y editó obras de otros compositores. También fue violista en el Collegium Aureum y colaboró con el Cuarteto Melos como violista adicional para los quintetos de cuerda de Mozart.